# يوسف القويري
يوسف البدري القويري (1938-2018) أديب ليبي راحل ولد في مدينة سمالوط بمصر سنة 1938 ثم انتقلت عائلته إلى مدينة بني مزار وعاش فيها واشتغلت عائلته في تجارة الشاي ثم انتقل إلى القاهرة وتأثر بكتابات سلامة موسى وانخرط مع تيارات يسارية مصرية أدت به إلى الإعتقل وسجن سنة 1953 لمدة عام، ثم ألحق بعامين سنة 1954 و1955.
عاد إلى ليبيا سنة 1957 مع قريبه الكاتب الكبير عبد الله القويري، وشرع في الكتابة بعدة صحف منها «الميدان» و«الحقيقة» و«طرابلس الغرب»، وسرعان ما لمع نجمه بسبب أسلوبه المتقن، وأصدر عددا من العناوين، منها: «قطرات من الحبر»، و«خيوط رفيعة»، و«على مرمى البصر». وكتب أيضا برنامجًا للإذاعة عنوانه العالم في قصص قصيرة